# Velvet: el nuevo imperio
Velvet: el nuevo imperio es una telenovela estadounidense producida por Telemundo Studios para Telemundo, en el 2025. La telenovela está basada en la serie de televisión española de 2014 creada por Ramón Campos y Gema R. Neira, Velvet, siendo desarrollada por Sandra Velasco. Se estrenó a través de Telemundo el 19 de mayo de 2025, retomando el horario que dejó vacante Sed de venganza para telenovelas y series de televisión.
Está protagonizada por Yon González y Samantha Siqueiros, junto con Carolina Miranda, Danilo Carrera y Aylín Mujica en los roles antagónicos; acompañados por Chantal Andere, Leonardo Daniel, Daniella Navarro, Osvaldo de León, Jeimy Osorio y Candela Márquez.

## Reparto

### Principales
- Yon González como Alberto Márquez
- Samantha Siqueiros como Ana Velázquez
  - Camila Nuñez interpretó a Ana de niña
- Carolina Miranda como Cristina Otegui
- Chantal Andere como Blanca Morales
- Danilo Carrera como Carlos Aristizábal
- Aylín Mujica como Gloria Olivera de Márquez
- Leonardo Daniel como Emilio Velázquez
- Daniella Navarro como Clara Hernández[6]
- Luciano D'Alessandro como Raúl de la Riva
- Osvaldo de León como Mateo Andrade
- Jeimy Osorio como Luisa Ortiz
- Candela Márquez como Margarita Hernández
- Gabriela Borges como Valeria Márquez
- Bernardo Flores como Ricardo «Ricky» Eleuterio
- Carlos Ponce como Esteban Márquez
- Jorge Aravena como Gerardo Otegui
- Sofía Aragón como Bárbara Otegui
- Joshua Gutiérrez como Enrique Otegui
- Sahit Sosa como Pedro López
- Marco León como Max
- Sonya Smith como Pilar Márquez[7]
- Itatí Cantoral como Isabel Juárez
- Humberto Zurita como Benjamín Márquez

### Recurrentes e invitados especiales
- Prince Royce como él mismo[8]
- Simone Marval como Jennifer
- Emilia Ceballos como Pepita
- Rafael Caparroso como Ramón
- Jeronimo Badillo Medina como Michael
- Ricardo Kleinbaum como Alessandro
- Rosalinda Rodríguez como Chonita
- Virginia Alvarez como Zoe
- Jacqueline Bracamontes como ella misma[9]
- Claudio de la Torre como Rodrigo
- Camilo Andres Chaverra como Peter
- Jairo Calero as Andrés
- Athina Marturet as Sophie Blum
- Carlos «Caramelo» Cruz como él mismo[10]
- Giancarlo Pasqualotto como Oliver
- Roberto Escobar como Francisco Castro
- Gloria Trevi como ella misma[11]
- Mar Jon como William
- Felicia Mercado como Teresa
- Alexis & Fido como ellos mismos[8]
- Henry Zakka como Lorenzo Spinetti
- Mónica Sánchez Navarro como Emma
- Flor Núñez como Camille
- Lupita Ferrer como Juliette
- Elizabeth Gutiérrez como Sara Sahgún
- Ricardo Chávez como Fernando Sahgún
- Arianne Martin Giron como Mariana

## Producción

### Desarrollo
El 20 de noviembre de 2024, Telemundo anunció que había adquirido los derechos de adaptación de la serie de televisión española Velvet y estaba desarrollando una versión moderna. La producción de la telenovela inició su rodaje el 24 de febrero de 2025. Ese mismo día, Velvet: El nuevo imperio fue anunciado como título oficial de la telenovela.

### Selección de reparto
En enero de 2025, fueron anunciados Samantha Siqueiros y Yon González como los roles estelares, con Danilo Carrera en el papel antagónico. El 24 de febrero de 2025, se anuncia el resto del reparto estelar encabezado por Carolina Miranda, Chantal Andere y Humberto Zurita. En marzo de 2025, se anunció la participación especial de Flor Núñez y Lupita Ferrer. El 4 de abril de 2025, Elizabeth Gutiérrez se unió al reparto.

## Episodios
| N.º | Título                              | Fecha de emisión original |
| --- | ----------------------------------- | ------------------------- |
| 1   | «Carmín 76»                         | 19 de mayo de 2025        |
| 2   | «Consecuencias»                     | 20 de mayo de 2025        |
| 3   | «La propuesta»                      | 21 de mayo de 2025        |
| 4   | «Una mujer a la altura»             | 22 de mayo de 2025        |
| 5   | «Dos opciones»                      | 23 de mayo de 2025        |
| 6   | «El vestido de la suerte»           | 26 de mayo de 2025        |
| 7   | «Mar adentro»                       | 27 de mayo de 2025        |
| 8   | «Amor de lejos»                     | 28 de mayo de 2025        |
| 9   | «El beso»                           | 29 de mayo de 2025        |
| 10  | «El regreso»                        | 30 de mayo de 2025        |
| 11  | «Se rompe la magia»                 | 2 de junio de 2025        |
| 12  | «Rojo pasión 87»                    | 3 de junio de 2025        |
| 13  | «Maldito dinero»                    | 4 de junio de 2025        |
| 14  | «Soltero y sin compromiso»          | 5 de junio de 2025        |
| 15  | «La fiesta apenas empieza»          | 5 de junio de 2025        |
| 16  | «El mismo vestido»                  | 9 de junio de 2025        |
| 17  | «La joya de la corona»              | 10 de junio de 2025       |
| 18  | «Carmen Garza»                      | 11 de junio de 2025       |
| 19  | «Todo está dicho»                   | 12 de junio de 2025       |
| 20  | «Cásate conmigo»                    | 13 de junio de 2025       |
| 21  | «Migajas de amor»                   | 16 de junio de 2025       |
| 22  | «Con los ojos en ella»              | 17 de junio de 2025       |
| 23  | «Sin tregua»                        | 18 de junio de 2025       |
| 24  | «Libre»                             | 19 de junio de 2025       |
| 25  | «La cena de ensayo»                 | 20 de junio de 2025       |
| 26  | «El vestido de novia»               | 23 de junio de 2025       |
| 27  | «Destino o casualidad»              | 24 de junio de 2025       |
| 28  | «El ramo de rosas»                  | 25 de junio de 2025       |
| 29  | «Acosos, celos y una evidencia»     | 26 de junio de 2025       |
| 30  | «La declaración de Carlos»          | 27 de junio de 2025       |
| 31  | «El collar de dalias»               | 30 de junio de 2025       |
| 32  | «Mujer en traje de hombre»          | 1 de julio de 2025        |
| 33  | «Esposa legítima»                   | 2 de julio de 2025        |
| 34  | «Demasiado perfecto»                | 3 de julio de 2025        |
| 35  | «La última palabra»                 | 7 de julio de 2025        |
| 36  | «El cazador y la presa»             | 8 de julio de 2025        |
| 37  | «La carta»                          | 9 de julio de 2025        |
| 38  | «Vestidos insignias»                | 10 de julio de 2025       |
| 39  | «Amor expuesto»                     | 11 de julio de 2025       |
| 40  | «El vestido de los 150 mil dólares» | 14 de julio de 2025       |
| 41  | «Lo que el dinero no compra»        | 15 de julio de 2025       |
| 42  | «Juego de seducción»                | 16 de julio de 2025       |
| 43  | «No es gran cosa»                   | 17 de julio de 2025       |
| 44  | «Susurros de alerta»                | 18 de julio de 2025       |
| 45  | «La dolorosa verdad»                | 21 de julio de 2025       |
| 46  | «Mamá»                              | 22 de julio de 2025       |
| 47  | «Revelaciones»                      | 23 de julio de 2025       |
| 48  | «La amenaza»                        | 24 de julio de 2025       |
| 49  | «La legítima esposa»                | 25 de julio de 2025       |
| 50  | «Atelier Spring by Velvet»          | 28 de julio de 2025       |
| 51  | «Entre lo siniestro y lo eterno»    | 29 de julio de 2025       |
| 52  | «Un comienzo y un final»            | 30 de julio de 2025       |
| 53  | «Tic toc tic toc»                   | 31 de julio de 2025       |
| 54  | «Paz infinita»                      | 1 de agosto de 2025       |
| 55  | «El último adiós»                   | 4 de agosto de 2025       |
| 56  | «El escándalo del día»              | 5 de agosto de 2025       |
| 57  | «El amor que no fue»                | 6 de agosto de 2025       |
| 58  | «Distancia a la fuerza»             | 7 de agosto de 2025       |
| 59  | «Inspiración en disputa»            | 8 de agosto de 2025       |
| 60  | «Lo inevitable»                     | 11 de agosto de 2025      |
| 61  | «Todo bajo control»                 | 12 de agosto de 2025      |
| 62  | «El perfume»                        | 13 de agosto de 2025      |
| 63  | «El desliz»                         | 14 de agosto de 2025      |
| 64  | «Pacto Secreto»                     | 15 de agosto de 2025      |
| 65  | «Entre reclamos»                    | 18 de agosto de 2025      |

## Audiencia
| Temporada | Horario (ET/CT)         | Episodios | Primera emisión    | Primera emisión      | Última emisión | Última emisión       |
| Temporada | Horario (ET/CT)         | Episodios | Fecha              | Audiencia (millones) | Fecha          | Audiencia (millones) |
| --------- | ----------------------- | --------- | ------------------ | -------------------- | -------------- | -------------------- |
| 1         | Lunes a viernes 9pm/8c. | –         | 19 de mayo de 2025 | 1.29                 | –              | –                    |